# Sylwester Jaciuk
Sylwester Jaciuk (ur. 20 maja 1993) – polski niepełnosprawny lekkoatleta specjalizujący się w biegach średnich klasyfikacji T20, brązowy medalista mistrzostw świata i dwukrotny srebrny medalista mistrzostw Europy. Występuje również w biegach przełajowych.

## Życiorys
W 2016 roku podczas mistrzostw Europy w Grosseto zdobył srebrny medal w biegu na 800 metrów T20. Wcześniej w biegu na 1500 metrów zajął siódmą pozycję.
Następnego roku na mistrzostwach świata w Londynie zajął trzecie miejsce w biegu na 800 metrów, zdobywając brązowy medal z rekordem życiowym 1:56,92 min. Przegrał jedynie z Amerykaninem Michaelem Branniganem i Hiszpanem Ramirezem Rodriguezem.
W 2018 roku w Berlinie na mistrzostwach Europy obronił tytuł wicemistrza Europy na dystansie 800 metrów T20.

## Wyniki
| Rok  | Zawody             | Miejscowość | Konkurencja               | Wynik         | Pozycja     |
| ---- | ------------------ | ----------- | ------------------------- | ------------- | ----------- |
| 2015 | Mistrzostwa świata | Doha        | Bieg na 800 metrów (T20)  | 2:05,85 (el.) | 10. miejsce |
| 2015 | Mistrzostwa świata | Doha        | Bieg na 1500 metrów (T20) | 4:03,18       | 7. miejsce  |
| 2016 | Mistrzostwa Europy | Grosseto    | Bieg na 800 metrów (T20)  | 1:57,38       | 2. miejsce  |
| 2016 | Mistrzostwa Europy | Grosseto    | Bieg na 1500 metrów (T20) | 4:04,56       | 7. miejsce  |
| 2017 | Mistrzostwa świata | Londyn      | Bieg na 800 metrów (T20)  | 1:56,92       | 3. miejsce  |
| 2017 | Mistrzostwa świata | Londyn      | Bieg na 1500 metrów (T20) | 4:04,34       | 7. miejsce  |
| 2018 | Mistrzostwa Europy | Berlin      | Bieg na 800 metrów (T20)  | 1:56,35       | 2. miejsce  |
| 2018 | Mistrzostwa Europy | Berlin      | Bieg na 1500 metrów (T20) | 4:07,04       | 5. miejsce  |
| 2019 | Mistrzostwa świata | Dubaj       | Bieg na 1500 metrów (T20) | 4:07,62       | 11. miejsce |